# D'AZUR
『D'AZUR』（ダジュール）は、藍井エイルの3枚目のオリジナルアルバム。2015年6月24日にSME Recordsから発売された。

## 背景・リリース
本作は、前作『AUBE』から1年半ぶりのリリースとなった。
販売形態は、初回生産限定盤A（SECL-1714/15）・初回生産限定盤B（SECL-1716/17）・通常盤（SECL-1718）の三種リリースで、初回限定盤には「IGNITE」、「ツナガルオモイ」、「GENESIS」、「ラピスラズリ」、「シンシアの光」のPVを収録したBlu-ray Disc及びDVDが同梱されている。

## 収録曲
1. awakening [1:06]
作曲・編曲：篤志
2. IGNITE [4:04]
作詞：Eir, 小川智之 / 作曲：小川智之 / 編曲：Saku
7thシングル。テレビアニメ『ソードアート・オンラインII』オープニングテーマ。
3. ラピスラズリ [3:58]
作詞：Eir, 加藤裕介 / 作曲・編曲：加藤裕介
テレビアニメ『アルスラーン戦記』エンディングテーマ。
4. ゆらり [3:53]
作詞・作曲・編曲：安田貴広
5. シンシアの光 [4:17]
作詞・作曲・編曲：新井弘毅
PS3・PS Vitaゲーム『ソードアート・オンライン -ロスト・ソング-』オープニングテーマ。
6. Quit [4:14]
作詞・作曲・編曲：篤志
7. Bright Future [4:56]
作詞：Eir / 作曲・編曲：黒須克彦
8. JUMP!!! [4:26]
作詞：Eir / 作曲・編曲：増谷賢
9. 幻影 [4:08]
作詞：Eir, 大塚利恵 / 作曲・編曲：津波幸平
10. ずっとそばで [3:58]
作詞：Eir, Saku / 作曲・編曲：Saku
11. GENESIS [4:38]
作詞：唐沢美帆 / 作曲：丸山真由子 / 編曲：佐藤あつし, 清水武仁
9thシングル。テレビアニメ『アルドノア・ゼロ』エンディングテーマ。
12. ツナガルオモイ [4:25]
作詞・作曲：Eir / 編曲：水木峻、石塚英一朗
8thシングル。『ランク王国』10・11月度オープニングテーマ。
13. 青の世界 [6:00]
作詞：Eir / 作曲・編曲：重永亮介
14. BREAK OUT! [4:14]
作詞・作曲：織田哲郎 / 編曲：篤志
ボーナストラック。
原曲は、1996年に発表した相川七瀬のカバー。

### 初回生産限定盤特典映像
1. IGNITE（Music Video）
2. ツナガルオモイ（Music Video）
3. GENESIS（Music Video）
4. ラピスラズリ（Music Video）
5. シンシアの光（Music Video）
6. Making of 「D'AZUR」

## チャート
初週売上2.6万枚売上オリコン4位になり自身最大の初週売上を記録。その後15週に渡り売上を伸ばし4,9万枚売上過去最高売上を記録している。これによりアルバム3作全て2万枚超えとなっている。